# Franco Dalla Valle
Franco Dalla Valle SDB (Crespano del Grappa, 2 de agosto de 1945 — Cuiabá, 2 de agosto de 2007) foi um bispo católico italiano naturalizado brasileiro, foi o primeiro bispo de Juína.

## Estudos
Franco realizou seus estudos iniciais no período de 1951 a 1960 em Chiusano d'Asti e Penango, no Piemonte. Seus estudos de nível médio foram realizados em Penango no período de 1960 a 1962. No período de 1963 a 1967 estudou Filosofia em Foglizzo. Cursou Teologia em Castellammare di Stabia no período de 1969 a 1972.
Além de sua formação em filosofia e teologia, Dom Franco realizou estudos para sua atuação como formador e animador da Pastoral da Juventude.

## Vida religiosa e presbiterado
Franco Dalla Valle ingressou na Congregação dos Salesianos onde professou no dia 16 de maio de 1963.
Dom Franco recebeu a ordenação presbiteral no dia 26 de agosto de 1972, na Itália. Foi mestre de noviços no período de 1990  a 1991. Foi provincial dos salesianos no período de 1992 a 1997.

## Episcopado
O Papa João Paulo II nomeou, no dia 23 de dezembro de 1997,o padre Franco Dalla Valle como primeiro bispo da Diocese de Juína. Sua ordenação episcopal deu-se a 6 de janeiro de 1998, em Roma, pelas mãos de João Paulo II e de Dom Giovanni Battista Re e Dom Jorge María Mejía.
Dom Franco desenvolveu atividades na área do ecumenismo e do diálogo inter-religioso.
Lema: Evangelizar.